# Lund (Namsos)
Lund – wieś w Norwegii w okręgu Trøndelag w gminie Namsos.
Do 2020 roku Lund było częścią gminy Nærøy. Jednak mimo bliskości jej ośrodka administracyjnego, miejscowości Kolvereid, mieszkańcy Lund musieli korzystać z promu przez Foldafjord, by się do niej dostać. Z tego powodu w 2020 roku, kiedy łączono gminy Nærøy i Vikna w nową gminę Nærøysund, Lund zostało wyłączone z nowo tworzonej gminy i przyłączone do gminy Namsos.